# Фраучи, Ангела
Ангела Фраучи (нем. Angela Frautschi; род. 5 июня 1987, Занен, Берн) — швейцарская хоккейная защитница и тренер. В составе сборной Швейцарии бронзовый призёр Олимпийских игр 2014 года и чемпионата мира 2012 года. Участница трёх Олимпийских игр 2006 и 2010 годов. Ныне главный тренер «Цюрих Лайонс» в чемпионате Швейцарии.
На Олимпийских играх 2018 года являлась ассистентом тренера женской сборной Швейцарии.